# Хотимль (Орловская область)
Хотимль — древний русский город-крепость в Верховской земле. Основан в XI веке после вхождения вятичей в состав Древнерусского государства. Продолжал существовать как опорная крепость до XVII века, пока не была ликвидирована опасность татарских набегов на Орловщину.

## Описание
Название поселения может происходить от слов хат, хото — дом, жильё, город. В национальном парке Орловское Полесье сохранились остатки городища близ села Хотимль-Кузмёнково (находится в 10 км от другого древнего городища Радовище), отнесённое по указу Президента РФ № 176 от 20 февраля 1995 года к археологическим памятникам Федерального значения.

## История
Древнего летописного упоминания об этом городе не существует. Это остатки самой крупной в Орловской области крепости (детинца), расположенного на правом берегу безымянного ручья — левого притока реки Вытебеть. Относился к Карачевскому княжеству.
Укрепления по размерам и мощи не уступали самому стольному городу Карачеву. Площадка городища размером 200 на 170 метров овальная в плане, высотой над ручьём около 4—5 метров, окружена кольцевым валом, местами достигающим высоты пяти метров. Перед валом ров глубиной до 2-х метров. Как и городище Радовище Хотимль относится к «болотному типу». Предположительно оно может интерпретироваться как остатки укреплённой феодальной усадьбы типа замка. Эти укреплённые усадьбы служили для защиты феодала от воинственных соседей или зависимых от него смердов. Такого рода древнерусских поселений насчитываются единицы. Этот тип поселения отличается от других поселений городского типа своими незначительными размерами и круговой формой, созданной искусственно, тесной связью с сельским хозяйством и слабым развитием ремесла. Раскопки показали скудность гончарных и других ремесленных изделий. По валу проходила деревянная рубленая стена с башнями. В детинец вели не менее двух ворот (с востока и запада), который по внутреннему устройству не отличался от других ему подобных, но одна особенность Хотимльского детинца уникальна среди древнерусских крепостей этого региона: внутри него бил родник, образовавший пруд, из которого излишек воды по специально прокопанной протоке стекал в ручей. Благодаря этому крепость всегда оказывалась в изобилии снабжённая водой. Когда были разрушены деревянные стены и башни Хотимльского детинца точно неизвестно. 
Предположительно город был разрушен в 1310 году русско - ордынским войском во главе с брянским князем Василием, который разорил Карачев и убил карачевского князя Святослава Мстиславича.
Впервые в письменных источниках Хотимль упоминается в 1499 году 26 марта в жалованной грамоте великого князя литовского Александра, который пожаловал можайскому князю Симеону Ивановичу в правление волость Хотимль, который однако в 1500 году вместе с пожалованными владениями перешёл на сторону московского князя Ивана III. Впоследствии волость упоминается (уже как московское владение) в 1508 и 1523 годах. В XVI—XVII веках Хотимль являлся центром Хотимской волости Карачевского уезда, а древнее городище могло использоваться как убежище для местного населения от набегов крымских татар.
Первое упоминание о церкви в селе Хотимль в письменных источниках содержится в писцовой книге Карачевского уезда 1626—1627 годов о церкви Успения Пречистой Богородицы с Пятницким приделом. В начале XX века началось строительство новой кирпичной церкви. Новый храм, в отличие от древнего деревянного, возвели в центре села. Колокольню построить не успели. Верхняя часть церкви была разобрана в 60-е годы. На западной окраине в полутора километрах находятся две группы курганов: в первой их три, во второй — четыре, которые постепенно уничтожаются от ежегодного подпахивания. Археологические раскопки, проведённые на городище, обнаружили культурный слой толщиной до двух метров, содержащий гончарную древнерусскую керамику позднего средневековья.